# David Caruso
David Stephen Caruso (Forest Hills, 7 gennaio 1956) è un attore statunitense.

## Biografia
Nato da una famiglia italo-irlandese (la madre Joan è bibliotecaria, mentre il padre Charles è direttore di un giornale) debutta nel mondo del cinema e della televisione nel 1980. La prima occasione di partecipare a produzioni di successo si presenta già nel 1982, quando recita, da attore non protagonista, in Ufficiale e gentiluomo di Taylor Hackford e Rambo di Ted Kotcheff. La sua carriera continua soprattutto sul piccolo schermo, con vari film per la televisione e serie TV tra cui Crime Story (1986) e H.E.L.P. (1990). Nel 1987 è Mercury in China Girl di Abel Ferrara. L'anno successivo appare ne I gemelli di Ivan Reitman, al fianco di Danny DeVito e Arnold Schwarzenegger. È poi uno dei protagonisti di King of New York (1991) sempre di Abel Ferrara.

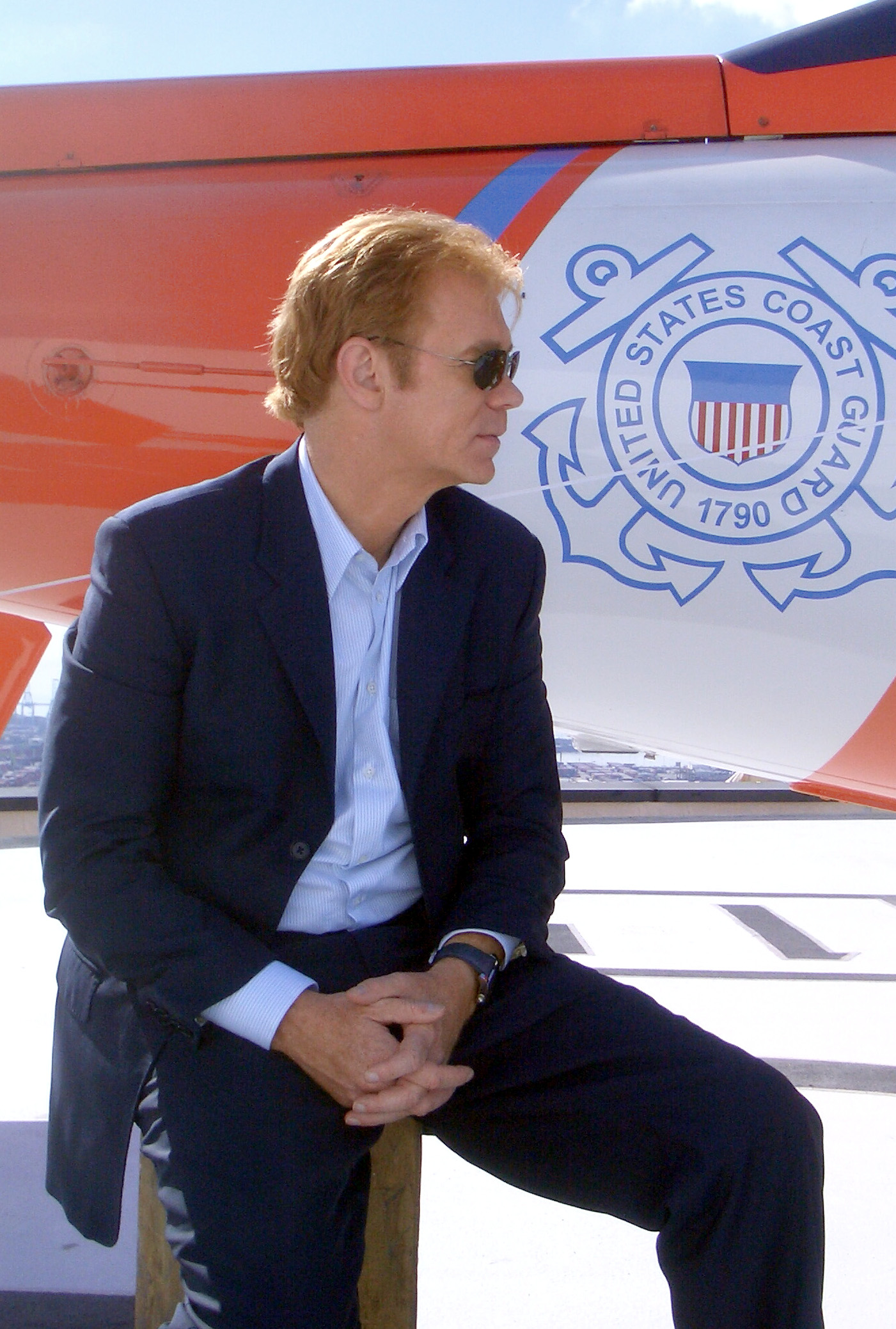
David Caruso a Los Angeles sul set di CSI: Miami (2006)

Tuttavia è solo nel 1993 che Caruso riesce ad ottenere il primo ruolo importante, entrando nel cast fisso del telefilm NYPD - New York Police Department nel ruolo del detective John Kelly, cui resterà legato per due anni, sino al 1995, e che gli permetterà di vincere nel 1994 il Golden Globe come miglior attore. Da questo momento la sua carriera televisiva è in ascesa, tant'è che nel 1997 viene scelto come protagonista di Michael Hayes, trasmesso per una stagione da 22 episodi totali.
Dal 2002 il suo nome è indissolubilmente legato al personaggio del tenente di polizia Horatio Caine che l’attore interpreta, sempre da protagonista, in un'altra serie di genere poliziesco, CSI: Miami, nata da una costola di CSI - Scena del crimine e che ha ottenuto uno straordinario successo mondiale. La serie tuttavia è stata cancellata dalla CBS il 13 maggio 2012, dopo 10 stagioni. Al termine della serie Caruso si è ritirato dalle scene. Dopo CSI: Miami, Caruso si è ritirato silenziosamente dalla recitazione e si è dedicato al mondo dell'arte. Caruso è il fondatore di DavidCarusoTelevision.tv e LexiconDigital.tv. È comproprietario di Steam on Sunset, un negozio di abbigliamento nel sud di Miami.

## Vita privata
È stato sposato tre volte: prima dal 1979 al 1984 con l'attrice Cheri Maugans; poi dal 1984 al 1987 con l'attrice Rachel Ticotin, dalla quale nel 1984 ha avuto una figlia, Greta. Nel 1996 si risposa con Rachel, ma la coppia si separa pochi anni dopo a causa della relazione di Caruso con Liza Marquez da cui l’attore ha avuto due figli: Anthony Marquez (15 settembre 2005) e Paloma Raquel (16 ottobre 2007). La loro relazione è finita nel 2009.
Vive tra Los Angeles e Miami.

## Filmografia

### Cinema
- Innamorarsi ancora (Falling in Love Again), regia di Steven Paul (1980)
- Horror - Caccia ai terrestri (Without Warning), regia di Greydon Clark (1980)
- I ragazzi dell'accademia militare (Getting Wasted), regia di Paul Frizler (1980)
- Rambo (First Blood), regia di Ted Kotcheff (1982)
- Ufficiale e gentiluomo (An Officer and a Gentleman), regia di Taylor Hackford (1982)
- Ladro di donne (Thief of Hearts), regia di Douglas Day Stewart (1984)
- Blue City, regia di Michelle Manning (1986)
- China Girl, regia di Abel Ferrara (1987)
- I gemelli (Twins), regia di Ivan Reitman (1988)
- King of New York, regia di Abel Ferrara (1990)
- Hudson Hawk - Il mago del furto (Hudson Hawk), regia di Michael Lehmann (1991)
- Lo sbirro, il boss e la bionda (Mad Dog and Glory), regia di John McNaughton (1993)
- Il bacio della morte (Kiss of Death), regia di Barbet Schroeder (1995)
- Jade, regia di William Friedkin (1995)
- Cold Around the Heart, regia di John Ridley (1997)
- Body Count, regia di Robert Patton-Spruill (1998)
- Rapimento e riscatto (Proof of Life), regia di Taylor Hackford (2000)
- Session 9, regia di Brad Anderson (2001)
- Black Point, regia di David Mackay (2002)

### Televisione
- I Ryan (Ryan's Hope) – serie TV, 1 episodio (1976)
- Palmerstown, U.S.A. – serie TV, 1 episodio (1981)
- Crazy Times, regia di Lee Philips – film TV (1981)
- Hill Street giorno e notte (Hill Street Blues) – serie TV, 8 episodi (1981-1983)
- CHiPs – serie TV, episodio 6x12 (1983)
- T.J. Hooker – serie TV, episodio 2x19 (1983)
- For Love and Honor (1983)
- The First Olympics: Athens 1896, regia di Alvin Rakoff – miniserie TV (1984)
- Crime Story - Le strade della violenza (Crime Story), regia di Abel Ferrara – film TV (1986)
- Crime Story – serie TV, 2 episodi (1986-1988)
- Le radici dell'odio (Into the Homeland), regia di Lesli Linka Glatter – film TV (1987)
- Omicidio all'alba (Rainbow Drive), regia di Bobby Roth – film TV (1990)
- H.E.L.P. – serie TV, 6 episodi (1990)
- Parker Kane, regia di Steve Perry – film TV (1990)
- Cibo per squali (Mission of the Shark: The Saga of the U.S.S. Indianapolis), regia di Robert Iscove – film TV (1991)
- Judgment Day:The John List Story, regia di Bobby Roth – film TV (1993)
- NYPD - New York Police Department (NYPD Blue) – serie TV, 26 episodi (1993-1994)
- Ricatto senza fine (Gold Coast), regia di Peter Weller – film TV (1997)
- Michael Hayes – serie TV, 20 episodi (1997-1998)
- L'ultimo verdetto (Deadlocked), regia di Michael W. Watkins – film TV (2000)
- CSI - Scena del crimine (CSI: Crime Scene Investigation) – serie TV, episodi 2x22, 10x07 (2002-2009) – Horatio Caine
- CSI: Miami – serie TV, 232 episodi (2002-2012) – Horatio Caine
- CSI: NY – serie TV, episodio 2x07 (2005) – Horatio Caine

## Doppiatori italiani
Nelle versioni in italiano delle opere in cui ha recitato, David Caruso è stato doppiato da:
- Antonio Sanna in Michael Hayes, CSI - Scena del crimine (ep. 10x7 e 13x13, ridopp. ep. 2x22), CSI: Miami, CSI: NY
- Loris Loddi in Crime Story - Le strade della violenza (ridoppiaggio), Il bacio della morte, Rapimento e riscatto
- Vittorio De Angelis in I gemelli, Session 9
- Roberto Chevalier in Rambo
- Tonino Accolla in Ufficiale e gentiluomo
- Vittorio Guerrieri in China Girl
- Massimo Rossi in King of New York
- Sergio Di Stefano in Omicidio all'alba
- Marco Mete in Lo sbirro, il boss e la bionda
- Stefano Benassi in NYPD - New York Police Department
- Massimo Venturiello in Jade
- Pasquale Anselmo in CSI - Scena del crimine (ep. 2x22)